# Montoillot
Montoillot ist eine französische Gemeinde mit 94 Einwohnern (Stand: 1. Januar 2022) im Département Côte-d’Or in der Region Bourgogne-Franche-Comté (vor 2016 Bourgogne). Sie gehört zum Arrondissement Dijon und zum Kanton Talant.

## Geographie
Montoillot liegt etwa 25 Kilometer westsüdwestlich von Dijon. Die Gemeinde wird umgeben von Aubigny-lès-Sombernon im Norden, Échannay im Osten, La Bussière-sur-Ouche im Südosten, Commarin im Süden sowie Semarey im Westen. 

## Bevölkerungsentwicklung
| Jahr                       | 1962 | 1968 | 1975 | 1982 | 1990 | 1999 | 2006 | 2013 | 2019 |
| Einwohner                  | 81   | 68   | 49   | 45   | 59   | 64   | 69   | 74   | 88   |
| Quellen: Cassini und INSEE |      |      |      |      |      |      |      |      |      |

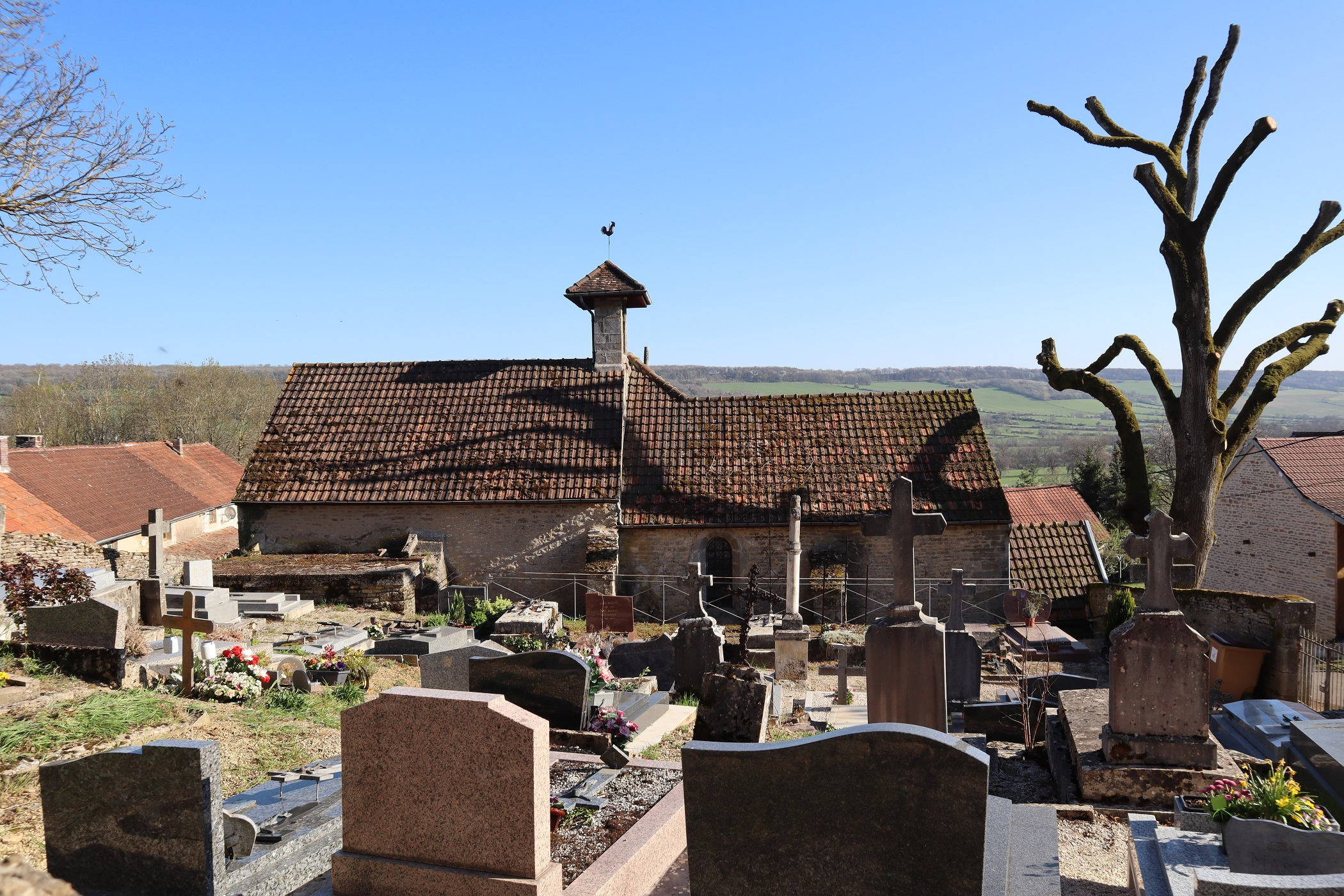
Kirche Saint-Didier
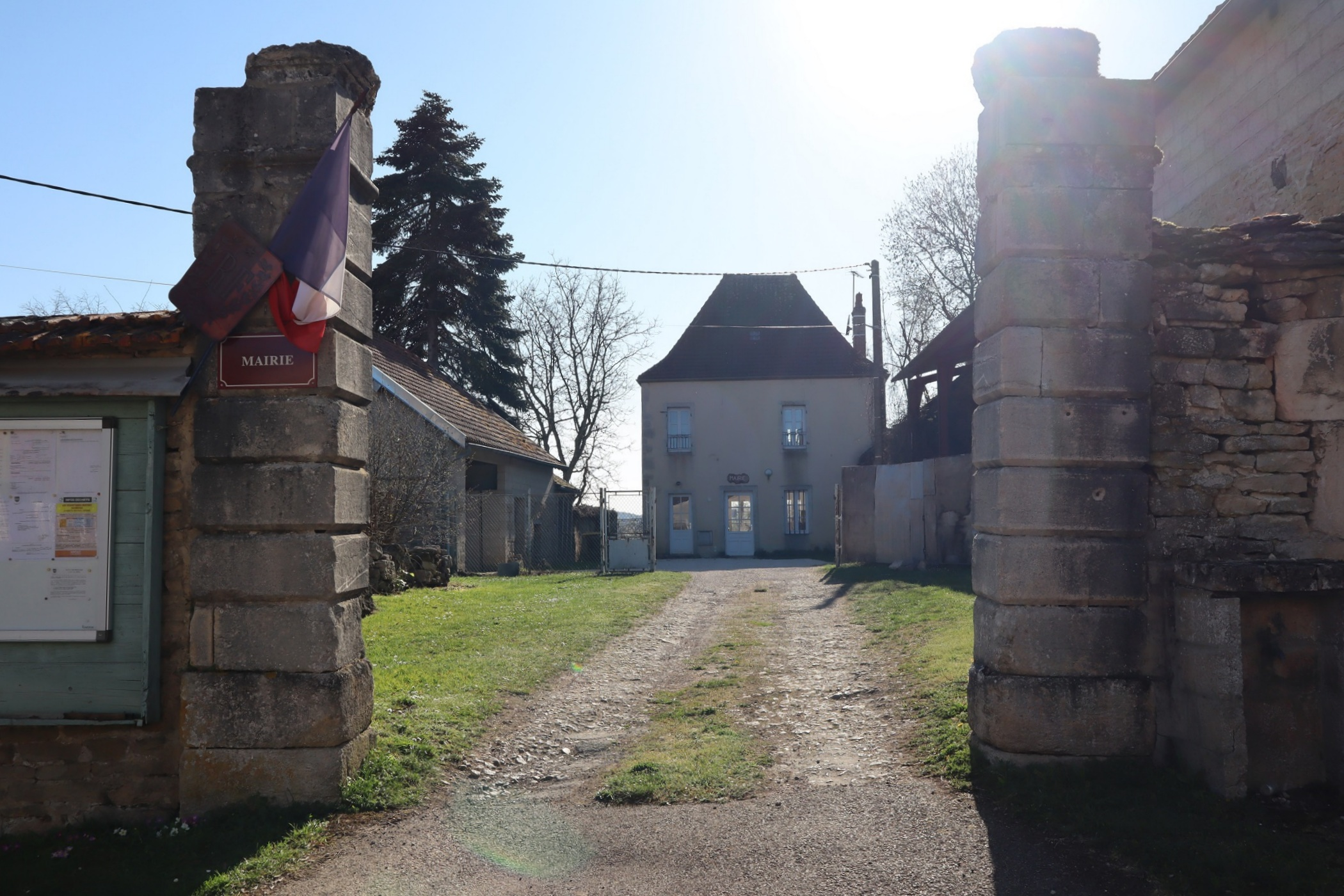
Rathaus
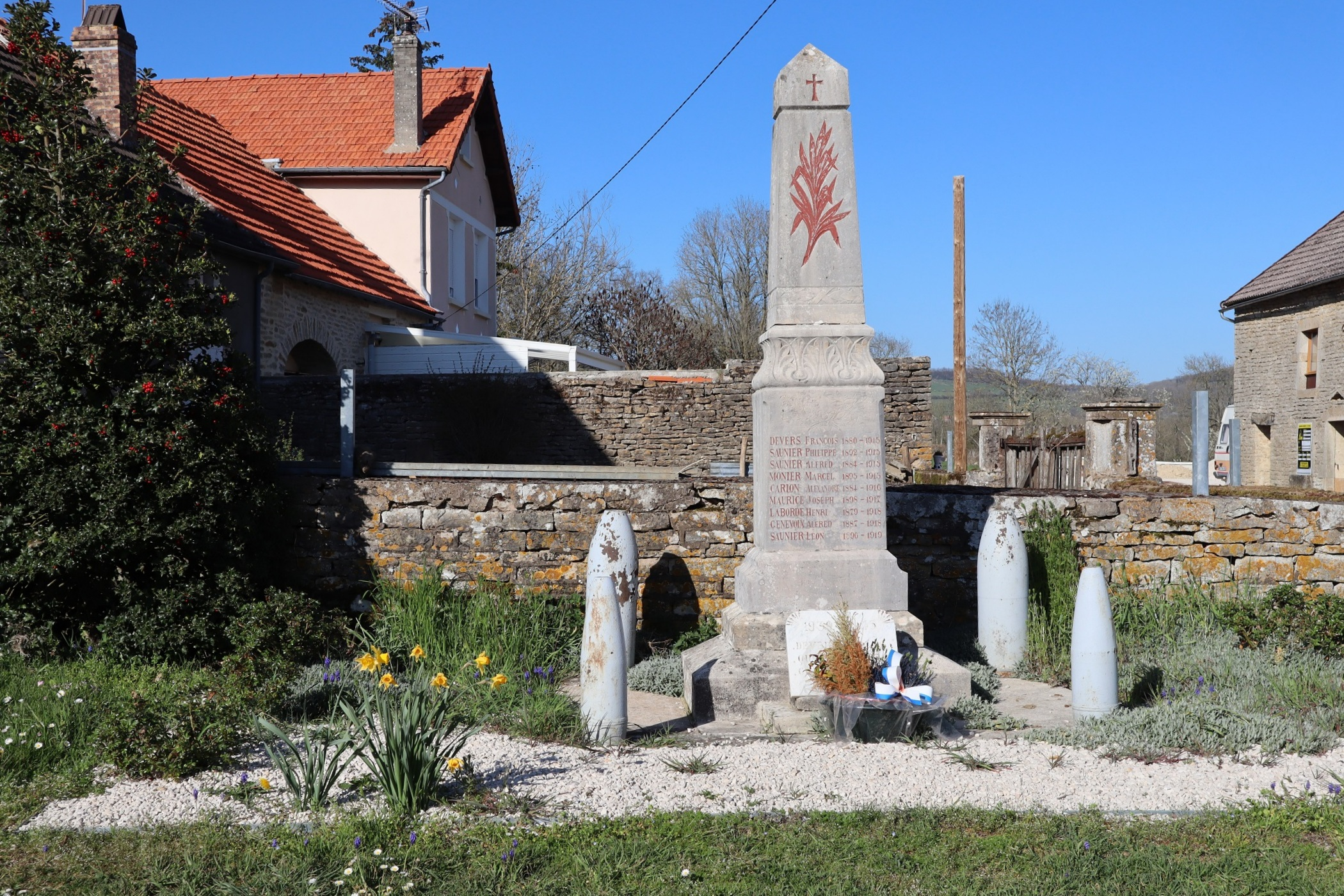
Gefallenendenkmal